# Narcissus tazetta subsp. corcyrensis
Narcissus tazetta subsp. corcyrensis es una subespecie de planta bulbosa de la familia de las amarilidáceas. Es originaria de Grecia en Kerkyra.

## Descripción
Es una planta bulbosa con las flores con pétalos de color amarillo pálido y con reflejos a veces, la corona de amarillo profundo y lóbulos en el borde. Se encuentra en Corfú.

## Taxonomía
Narcissus tazetta subsp. corcyrensis fue descrita por (Herb.) Baker y publicado en Handbook of the Amaryllideae 7, en el año 1888.
Etimología
Narcissus nombre genérico que hace referencia  del joven narcisista de la mitología griega Νάρκισσος (Narkissos) hijo del dios río Cephissus y de la ninfa Leiriope; que se distinguía por su belleza. 
El nombre deriva de la palabra griega: ναρκὰο, narkào (= narcótico) y se refiere al olor penetrante y embriagante de las flores de algunas especies (algunos sostienen que la palabra deriva de la palabra persa نرگس y que se pronuncia Nargis, que indica que esta planta es embriagadora). 
tazetta: epíteto latino que significa "con pequeña taza".
Sinonimia
- Hermione corcyrensis Herb.
- Narcissus corcyrensis (Herb.) Nyman
- Narcissus linnaeanus subsp. remopolensis (Panizzi) Rouy
- Narcissus remopolensis Panizzi
- Narcissus sulcicaulis Spach
- Narcissus tazetta subsp. remopolensis (Panizzi) Nyman[4]